# ファドリ・シャス
モハマド・ファドリ・モハマド・シャス（マレー語: Mohammad Fadhli Mohammad Shas）は、マレーシア・スーパーリーグのスリ・パハンFCに所属するサッカー選手。マレーシア代表。ポジションはDF。

## 経歴
ファドリはペラ州ルムに生まれたが、幼い時にジョホール州に転居した。その後、ブキット・ジャリル体育学校に進学する際にジョホール州を離れた。
同校を卒業後、ハリマウ・ムダに所属し、王金瑞監督の下、ワンザック・ハイカル・ビン・ワンノルやモハマド・ファンディ・オスマンと共に、2009年のマレーシア・プレミアリーグを制覇した。
2011年9月にはモハマド・イルファン・ファザイルとワンザック・ハイカル・ビン・ワンノルと共にマレーシア人として初めてスロバキアのツォルゴン・リーガへ、FC ViOnズラテー・モラフツェに3ヶ月のレンタル移籍を果たした。彼のデビュー戦はスパルタク・ミヤヴァ戦で82分からマルチン・バビッチとの交代で出場、この試合は3-0でズラテー・モラフツェの勝利に終わった。レンタル期間終了後は2011年東南アジア競技大会に同国代表として出場した後に、再びハリマウ・ムダAに復帰した。ズラテー・モラフツェでは公式戦1試合のみの出場となったが、翌年始めにはGoal.comで2011年アジアU-23ベストイレブンにファドリは選出された。

## 代表歴
2010年11月、ファドリは2010 AFFスズキカップに出場するマレーシア代表に選出された。この大会でマレーシアは初優勝を飾った。2012 AFFスズキカップの際にも正CBとして呼ばれ、モハメド・アイディル・ザフアン・アブドゥル・ラザクとのコンビで活躍した。しかし、準決勝のタイ代表戦で敗北した。

## タイトル

### クラブ
ハリマウ・ムダ
- マレーシア・プレミアリーグ: 2009

ジョホール・ダルル・タクジムFC
- スルタン・ハジ・アフメド・シャー・カップ: 2015, 2016, 2018, 2020
- マレーシア・スーパーリーグ: 2014, 2015, 2016, 2017, 2018, 2019, 2020
- ピアラFAマレーシア: 2016
- マレーシアカップ: 2017, 2019
- AFCカップ2015: 2015

### 代表
マレーシア
- 東南アジア競技大会: 2009, 2011
- 東南アジアサッカー選手権

優勝: 2010
準優勝: 2014